# جیم نستور
جیم نستور (انگلیسی: Jim Nestor; ۱۲ ژانویهٔ ۱۹۲۰ – ۱۶ ژوئن ۲۰۱۰) دوچرخه‌سوار اهل استرالیا بود. وی در بازی‌های المپیک تابستانی ۱۹۴۸ و ۱۹۵۶ شرکت کرده است.